# Kurata Chikara
Kurata Chikara (japanisch 倉田 主税; geboren 1. März 1886 in Fukuma (Präfektur Fukuoka); gestorben 25. Dezember 1969) war ein japanischer Unternehmer und zweiter Präsident von Hitachi.

## Leben und Wirken
Kurata Chikara machte 1912 seinen Schulabschluss an der Technischen Lehranstalt „Sendai Kōtō Kōgyō Gakkō“ (仙台高等工業学校). Zunächst war er für die „Kuhara Bergwerksbetriebe“ (久原鉱業) tätig, 1920 wechselte er zu Hitachi. Nach dem Zweiten Weltkrieg wurde er 1947 als Nachfolger des Konzerngründers Odaira Namihei (1874–1951) Präsident von Hitachi, 1961 dann Vorstandsvorsitzender. Ab 1967 zog er sich zurück, blieb dem Unternehmen jedoch als Berater verbunden.
In der Nachkriegszeit konnte Kurata zweimal große Streitigkeiten mit den Mitarbeitern klären. Er legte den Grundstein für den Wiederaufbau von Hitachi und spielte eine wichtige Rolle beim Aufbau eines im Inland produzierten unabhängigen Technologiesystems. Seine Pensionszulage von 200 Millionen Yen beim Rücktritt als Vorsitzender spendete er der „Domestic Technology Promotion Foundation“ (国産技術振興財団). Er setzte sich ganz allgemein für ein System von Fördergeldern ein. Später wirkte er als ständiger Direktor der Wirtschaftsverbände Nikkeiren (日経連) und Keidanren.